# マルクス・プブリキウス・マッレオルス
マルクス・プブリキウス・マッレオルス（ラテン語: Marcus Publicius Malleolus）は紀元前3世紀中期から後期の共和政ローマの政務官。紀元前232年に執政官（コンスル）を務めた。

## 出自
プレプス（平民）であるプブリキウス氏族の出身。父も祖父もプラエノーメン（第一名、個人名）はルキウスである。共和政時代においては、氏族としてはマッレオルスが唯一の執政官である（帝政時代にはガイウス・クィンクティウス・ケルトゥス・プブリキウス・マルケッルス（en）が西暦120年に補充執政官となっている）。

## 経歴

### 初期の経歴
マッレオルスと兄弟のルキウスは、おそらく紀元前241年に按察官（アエディリス）に就任した。両者はフローラ神殿を建立し、フロリア祭を開催した。また、土地分配法に違反した人々から徴収した罰金を使って、フォルム・ボアリウムからアウェンティヌスの丘の頂上に通じる道路である「クリウス・プブリキウス」を建設した。
マルクス・テレンティウス・ウァロとオウィディウスは彼らの肩書きを平民按察官（プレブス・アエディリス）であったとするが、フェストゥス（en）は上級按察官（アエディリス・クルリス）であったとしている。

### 執政官
マッレオルスは紀元前232年に執政官に就任。第一次ポエニ戦争と第二次ポエニ戦争の間であり、同僚執政官はマルクス・アエミリウス・レピドゥスであった。この年、ローマはセネノス族に勝利した後に獲得したガリア・キサルピナのピケヌム周辺 （en、現リミニ南方）の土地に植民を行った。ポリュビオスは、これを護民官ガイウス・フラミニウスが制定したフラミニウス法に基づき、農民に土地を分配したとする。しかしキケロは、これを4年後の紀元前228年のことで、執政官スプリウス・カルウィリウス・マクシムス・ルガの業績としている。
前年の執政官マニウス・ポンポニウス・マトがサルディニアを占領していたが、そこの住民は反乱を継続していた。両執政官はサルディニアに出征し、多くの戦利品を得た。その後コルシカに転戦したが、そこでコルシカ人に戦利品を奪われてしまった。

## 参考資料

### 古代の資料
- ウェッレイウス・パテルクルス『ローマ世界の歴史』
- ピギウス『年代記
- タキトゥス『年代記』
- ウァロ "Logistoricon libri"
- オウィディウス『祭暦』
- カピトリヌスのファスティ
- ポリュビオス『歴史』
- ゾナラス『歴史梗概』
- カッシウス・ディオ『ローマ史』

### 研究書
- Broughton, T. Robert S. (1951). «XV». The Magistrates of the Roman Republic. Volume I, 509 BC - 100 BC (in English). I . New York: The American Philological Association. 5 page
- Tassilo Schmitt: [I 5] P. Malleolus M. In: Der Neue Pauly (DNP). Volume 10, Metzler, Stuttgart 2001, ISBN 3-476-01480-0 , Pg. 580.
- この記事には現在パブリックドメインである次の出版物からのテキストが含まれている: Smith, William, ed. (1870). "Marcus Publicius malleolus". Dictionary of Greek and Roman Biography and Mythology (英語).